# Křešice (Předotice)
Křešice jsou malá vesnice, část obce Předotice v okrese Písek v Jihočeském kraji. Nachází se asi jeden kilometr severovýchodně od Předotic. Je zde evidováno 40 adres. V roce 2011 zde trvale žilo 68 obyvatel.
Křešice leží v katastrálním území Křešice u Čížové o rozloze 2,69 km². V katastrálním území Křešice u Čížové leží i Předotice.

## Historie
První písemná zmínka o vesnici pochází z roku 1654.

## Obyvatelstvo
| Rok            | 1869 | 1880 | 1890 | 1900 | 1910 | 1921 | 1930 | 1950 | 1961 | 1970 | 1980 | 1991 | 2001 | 2011 | 2021 |
| -------------- | ---- | ---- | ---- | ---- | ---- | ---- | ---- | ---- | ---- | ---- | ---- | ---- | ---- | ---- | ---- |
| Počet obyvatel | 137  | 126  | 126  | 110  | 97   | 102  | 87   | 63   | 67   | 69   | 52   | 37   | 26   | 68   | 90   |
| Počet domů     | 17   | 18   | 18   | 18   | 17   | 18   | 17   | 18   | 17   | 19   | 16   | 18   | 22   | 26   | 44   |

## Obecní správa
Při sčítání lidu v letech 1850–1929 Křešice byly osadou obce Třebkov v okrese Písek. V letech 1930–1962 byly samostatnou obcí v okrese Písek. V letech 1963–1987 byly částí obce Podolí II v okrese Písek. Od 1. ledna 1988 do 28. února 1990 byly částí obce Čížová v okrese Písek. Od 1. března 1990 jsou částí obce Předotice v okrese Písek. V letech 1930–1962 k obci patřily Předotice.

## Pamětihodnosti
- Dřevěná zvonice (dvoják) ve vesnici